# MC Hammer
Pour les articles homonymes, voir Burrell et Hammer.
MC Hammer, ou simplement Hammer, de son vrai nom Stanley Kirk Burrell (né le 30 mars 1962 à Oakland, en Californie), est un rappeur, danseur, entrepreneur, prédicateur et acteur américain. Il se fait connaître à l'international dans les années 1980 et 1990. Il est reconnu notamment pour ses tubes U Can't Touch This (reprise du single de Rick James Super Freak) et 2 Legit 2 Quit, ses pas de danse, sa chorégraphie, et pour son éponyme pantalon Hammer. Sa carrière à succès fait de lui une icône du hip-hop,,,,. Il compte plus de 50 millions d'albums vendus à l'international.
Récompensé à de nombreuses reprises, M.C. Hammer est considéré comme l'« ancêtre » ou le « pionnier » du pop-rap (incorporant des éléments de musique freestyle), et est le premier rappeur se voir certifier disque de diamant,. Cependant, Hammer sera considéré comme « trop vendeur » car surexposé au public et régulièrement présent à la télévision et dans l'industrie musicale,. Néanmoins, BET classe Hammer septième dans sa liste des « meilleurs danseurs de tous les temps ». Le magazine Vibe le classe 17e dans la catégorie de « meilleur tournoi de rap ».
Burrell était également prédicateur à la fin des années 1990 dans une émission intitulée M.C. Hammer and Friends sur la chaîne américaine TBN. Il participe à une série d'animation en 1991 appelée Hammerman et devient producteur exécutif de son premier reality-show appelé Hammertime diffusé sur A&E Network durant l'été 2009. Hammer était également juge à l'émission Dance Fever en 2003, et cocréateur d'un site web appelé DanceJam.com,.
Durant sa carrière, Hammer se lance également dans les affaires. Il fonde et produit ses propres groupes comme notamment Oaktown's 3.5.7, Common Unity, Special Generation, Analise, One Cause One Effect, Teabag, Dom Kimberley, Geeman, DRS, Pleasure Ellis, B Angie B, Stooge Playaz, Ho Frat Hoo! et Wee Wee. Il s'associe et collabore aussi avec VMF, Tupac Shakur, Teddy Riley, Felton Pilate, Tha Dogg Pound, The Whole 9, Deion Sanders, Big Daddy Kane, BeBe and CeCe Winans et Jon Gibson. En 1992, Doug E. Fresh est signé au label de M.C. Hammer, Bust It Records. À la fin de 2012, Hammer participe avec Psy à la 40e édition des American Music Awards pour effectuer un mashup de Gangnam Style et 2 Legit 2 Quit, qui sera publié sur iTunes.

## Biographie

### Jeunesse et éducation
Stanley Kirk Burrell naît à Oakland, en Californie, le 30 mars 1962, fils d'un joueur de poker professionnel. Il grandit dans un milieu défavorisé avec sa mère (secrétaire) et huit frères et sœurs dans un petit appartement à East Oakland.
Il acquiert le surnom de M.C., un diminutif de « Master of Ceremony » qu'il utilise en jouant dans différents clubs. Hammer, qui jouait à la seconde base à l'école secondaire, rêvait d'une carrière de joueur de baseball professionnel, mais ne parvient pas à faire ses preuves avec les  Giants de San Francisco. Cependant, il participe aux Taco Bell All-Star Legends and Celebrity Softball Game annuel représentant Oakland (American League),,.
Découragé par ses études, et son impossibilité d'atteindre un jour le statut de joueur de baseball professionnel, Hammer est tenté par la vente de drogues. À la place, il rejoint la Navy pendant trois ans au NAS Moffett Field de Mountain View, en Californie.

### Débuts musicaux
Avant de devenir une star internationale, Burrell forme le groupe de hip-hop chrétien Holy Ghost. Ils produisent quelques chansons intitulées Word et B-Boy Chill, This Wall en featuring avec Burrell (ce dernier s'appelle dans les paroles de la chanson, K.B. puis M.C. Hammer après production,) est plus tard publiée par Jon Gibson (ou J.G.). La chanson apparaît sur l'album Change of Heart de Gibson (publié en 1988) et Son of the King apparaît sur le premier album de Hammer, Feel My Power (1987), et sur la version rééditée de son album Let's Get It Started (1988),.
Hormis certains remixes des premiers albums, Hammer produit et enregistre quelques chansons qui ne seront jamais publiées, mais qui seront par la suite disponible en téléchargement sur Internet. Par le biais de labels comme Bust It Records, Oaktown Records et FullBlast, Hammer présente, signe et produit des groupes et artistes comme Oaktown's 3.5.7, Ho Frat Hoo! le quintette Special Generation, Analise, James Greer, One Cause One Effect, B Angie B, The Stooge Playaz, DASIT, Teabag, Common Unity, Geeman, et Pleasure Ellis. Vers 12 ans, Keyshia Cole enregistre aux côtés de Hammer et lui donne des conseils,,,.

### Feel My PoweretLet's Get It Started(1986–1988)
Au milieu des années 1980, Hammer emprunte 20 000 $ à Mike Davis et Dwayne Murphy, anciens joueurs des Oakland A's, afin de lancer son propre label, Bust It Productions. Il vend la musique de son label depuis son garage. Bust It lance Bustin' Records, le label indépendant dans lequel Hammer est CEO. Les deux sociétés totalisent 100 employés. Désormais nommé « M.C. Hammer », il publie son premier album, Feel My Power, produit entre 1986 et 1987, et publié indépendamment en 1987 à son label Bustin. Il est produit par Felton Pilate (de Con Funk Shun) et distribué par City Hall Records, puis vendu à plus de 60 000 exemplaires. Au printemps 1988, DJ Tony Valera de 107.7 KSOL Radio joue la chanson Let's Get It Started. Hammer publie également un remix de Ring 'Em. M.C. Hammer reçoit plusieurs offres de signature de la part de grands labels, qu'il décline ensuite mais accepte plus tard.
Une fois signé au label Capitol Records, Hammer réédite son premier album, une version revue de Feel My Power avec quelques chansons bonus, qui se vend à plus de 2 millions d'exemplaires. Pump It Up (jouée au Showtime at the Apollo le 16 septembre 1989), Turn This Mutha Out, Let's Get It Started et They Put Me in the Mix sont les singles les mieux accueillis de l'album. Peu satisfait de ses performances, Hammer change de direction musicale. Les puristes le rejettent considérant désormais Hammer comme un danseur et non un rappeur. Hammer défend néanmoins son style : « Le public était prêt à voir autre chose que du rap. Le fait que mon album atteint les classements signifie que le genre devient populaire. » M.C. Hammer est ami avec Robert Matthew Van Winkle (plus tard connu sous le nom de Vanilla Ice, malgré des rumeurs de rivalité entre les deux rappeurs, qui se réunissent en 2009 pendant un concert à Salt Lake City, dans l'Utah,). Hammer était invité à jouer la chanson U Can't Touch This, avant sa diffusion au Arsenio Hall Show en 1989.
En 1989, Hammer participe à la chanson You've Got Me Dancing avec Glen Goldsmith, qui apparait sur l'album de Glen Goldsmith, Don't Turn This Groove Around publié au label RCA Records.

### Please Hammer, Don't Hurt 'Em(1990)
Bien connu pour ses diss songs dans ses premiers opus, Hammer intitule son troisième album (et deuxième chez une major), Please Hammer, Don't Hurt 'Em, qui est publié le 12 février 1990 (et qui était initialement prévu pour le 1er janvier 1990). Il comprend le single à succès U Can't Touch This qui reprend la chanson Super Freak de Rick James. Il est produit, enregistré et mixé par Felton Pilate et James Earley en tournée en 1989. Bien que diffusé à de nombreuses reprises à la radio, et ayant atteint la 27e place des classements, U Can't Touch This ne reste que huitième du Billboard Hot 100. L'album, cependant, est classé en pôle position des classements pendant 21 semaines. La chanson est toujours utilisées dans des films et séries télévisées en date, et est reprise dans de nombreux compilations et albums.
Il sort ensuite Have You Seen Her des Chi-Lites et la chanson Pray (un beat samplé de When Doves Cry de Prince et We Care a Lot de Faith No More) qui est classé deuxième aux États-Unis. Pray est aussi classé huitième au Royaume-Uni. L'album est le premier dans le genre hip-hop certifié disque de diamant, avec plus de 18 millions d'exemplaires vendus en date,. En 1990, Hammer tourne significativement en Europe, notamment lors d'un concert à guichet fermé au National Exhibition Centre de Birmingham. Sponsorisé par PepsiCo International, le CEO de Pepsi, Christopher A. Sinclair, participe à sa tournée en 1991.
L'album est notable pour ses reprises (ou sampling) de chansons d'artistes et groupes reconnus. Dancin' Machine sample Help the Children des Jackson 5 et Mercy Mercy Me (The Ecology) de Marvin Gaye, et She's Soft and Wet sample aussi Soft and Wet de Prince. Toutes ses chansons à succès sont diffusées à la radio et à la télévision, U Can't Touch This, Pray (les mieux accueillies), Have You Seen Her, Here Comes the Hammer, et Yo!! Sweetness (Royaume-Uni seulement) ayant atteint les classements musicaux. L'album accroit la popularité du hip-hop. Il reste l'album le mieux vendu du genre de tous les temps. Un film, produit en 1990, accompagne l'album et s'intitule Please Hammer, Don't Hurt 'Em: The Movie.
MC Hammer contribue aussi à la chanson, This is What We Do, du film Les Tortues Ninja. Malgré les critiques, la carrière de Hammer ne cesse de s'accroitre en Asie, en Europe, en Australie, et en Russie. Cette popularité s'accompagne de produits dérivés : poupées Mattel, etc. Il possède également sa propre série d'animation intitulée Hammerman, dans laquelle il prêt sa voix.

### Too Legit to Quit(1991)
Après avoir publiquement changé de nom pour simplement Hammer, l'artiste publie Too Legit to Quit (aussi produit par Felton Pilate) en 1991. Hammer répond à ses détracteurs dans quelques chansons de l'album. L'album se vend à plus de cinq millions d'exemplaires, et le single-titre en est le mieux accueilli. L'album atteint le Top 5 du Billboard 200. Un autre hit fait surface, celui de Addams Groove qui est inclus dans la bande-son du film La Famille Addams.
Hammer part en tournée en soutien à l'album, avec de nombreux chanteurs, danseurs et musiciens de tournée. La tournée est en partie annulée à cause du coût faramineux qui dépassait les recettes engendrées par l'album. En 1992, Boyz II Men se joint à la tournée 2 Legit 2 Quit de Hammer. Pendant la traversée du pays, leur manager Khalil Roundtree est assassiné à Chicago ; ils joueront alors la chanson It's So Hard to Say Goodbye to Yesterday en son honneur.
Des vidéos sont tournées pour les quatre chansons issues de l'album, notamment pour Do Not Pass Me By et This is the Way We Roll (toutes classées). La vidéo 2 Legit 2 Quit fait participer plusieurs célébrités et devient l'une des vidéos les plus chères jamais tournées,. La chanson sera un vrai succès aux États-Unis, atteignant même le Top 10 du Billboard Hot 100.

### Nouveau contrat avec Oaktown/Giant Records (1992–1993)
En 1992, après quatre ans de pause, Doug E. Fresh se joint au label de Hammer, Bust It Records et y publie un album, Doin' What I Gotta Do. Avant la sortie du nouvel album de Hammer, The Funky Headhunter, des rumeurs circulent selon lesquelles Hammer aurait abandonné le monde de la musique à cause de problèmes financiers ; Hammer démentira sitôt. Entre la sortie de ses deux albums, Hammer signe un contrat de plusieurs millions de dollars avec un nouveau label. Avant, Hammer se sépare de Felton Pilate et change de label pour Giant Records, et remballe son label Oaktown. Hammer est ensuite trainé en justice par Pilate. Hammer lancera aussi une nouvelle entreprise appelée Roll Wit It Entertainment and Sports Management qui compte de prestigieux clients comme Evander Holyfield, Deion Sanders et Reggie Brooks,. En 1993, sa société de production publie une chanson à succès du groupe DRS.

### The Funky HeadhunteretPrime Time(1994)
En 1993, Hammer commence à enregistre son cinquième album. Pour l'adapter à un hip-hop plus contemporain, cet album, intitulé The Funky Headhunter, est plus agressif. Il est coproduit avec le rappeur et producteur Stefan Adamek. Hammer ayant changé d'apparence afin de courtiser le public gangsta rap, ses paroles restent honnêtes et s'accompagne de temps à autre d'insultes. Comme pour ses précédents opus, Hammer continue de manquer de respect envers les autres rappeurs. Comme pour des chansons telles que Crime Story (de l'album Please Hammer, Don't Hurt 'Em), le thème de la réalité de la « vie dans la rue » est omniprésent, mais le son est différent, ce qui mène Hammer à perdre des fans. Néanmoins, ce contenu plus agressif est certifié disque d'or, mais l'artiste ne parvient pas à courtiser de nouveau fans issus de la scène rap hardcore.
Après sa participation au The Arsenio Hall Show au milieu des années 1990, Hammer lance sa vidéo de Pumps and a Bump. Cette vidéo du single Pumps and a Bump est bannie des ondes de MTV car la chaîne considérait la tenue de Hammer (en slip de bain et apparemment en érection) trop insultante,.
It's All Good est le second single extrait de l'album. Dans l'album, Hammer disses des rappeurs comme A Tribe Called Quest (Q-Tip), Redman et Run–DMC. Le 20 décembre 1994, Deion Sanders publie Prime Time, un album rap publié par le label de Hammer, Bust It Records. Prime Time Keeps on Tickin' est aussi publié comme single. Sanders, un ami de Hammer, participera à sa vidéo Too Legit to Quit. La chanson Help Lord (Won't You Come) est incluse dans la bande-son de Kingdom Come.

### Inside Out, Death Row Records etToo Tight(1995–1996)
En 1995, Hammer publie l'album V Inside Out (ou inside out V). Certains critiques félicitent l'éclectisme des chansons mêlant des éléments de dance, pop, rap, hip-hop, rock alternatif et gospel. Seulement, l'album ne se vend pas bien comparé à ses précédents opus (119e des Billboard Charts) et Giant Records met un terme à son contrat à celui des membres de son label Oaktown Records.

### Better Run Run(2010)
M.C. Hammer promet de publier une diss song (prévue pour le 31 octobre 2010) en réponse à une chanson de Kanye West et Jay-Z. Sur la chanson So Appalled, qui fait participer Swizz Beatz et RZA, Jay-Z rappe un verset concernant Hammer et ses problèmes financiers dans les années 1990. Hammer lui répond sur Twitter, lui promettant un clash pour Halloween,,. Hammer publie un extrait de son clash sur Jay-Z (alias 'Hell Boy' selon Hammer) dans un court teaser intitulé Better Run Run de 'King Hammer'. À ce moment, il est impossible de savoir s'il s'agira d'un clip, d'une chanson ou un mélange des deux. Néanmoins, le rappeur affirme que « Jigga (Jay-Z) vénère le diable »,.
Le 1er novembre, le clip-chanson de Hammer, intitulé Better Run Run! est publié,. M.C. accuse Jigga d'être de mèche (et en studio) avec Satan — puis Hammer réussit à vaincre le diable et à baptiser Jay.

### DeSee Her FaceàAll In My Mind(depuis 2011)
Le 3 février 2011, M.C. Hammer participe à l'émission The Oprah Winfrey Show chantant la chanson See Her Face,,.
Hammer publie Raider Nation (Oakland Raiders Anthem) accompagnée d'une vidéo en 2013, et All In My Mind (qui reprend Summer Breeze des Isley Brothers) au début de 2014 avec son nouveau groupe, Oakland Fight Club en featuring avec Mistah F.A.B,.

## Discographie

### Albums studio
- 1988 : Let's Get It Started
- 1990 : Please Hammer Don't Hurt 'Em
- 1991 : Too Legit to Quit
- 1994 : The Funky Headhunter
- 1995 : Inside Out]]
- 1998 : Family Affair

### Albums indépendants
- 1987 : Feel My Power
- 2001 : Active Duty
- 2004 : Full Blast
- 2006 : Look Look Look
- 2009 : DanceJamtheMusic

### Compilations
- 1996 : Greatest Hits
- 1998 : Back 2 Back Hits
- 2000 : The Hits
- 2008 : Platinum MC Hammer
- 2014 : Icon